# Martin Hebík
Martin Hebík (né le 11 novembre 1982 à České Budějovice) est un coureur cycliste tchèque.

## Palmarès
- 2006
  - 2e du Kirschblütenrennen
- 2007
  - 2e du Tour de Düren
- 2008
  - Tour de Szeklerland :
    - Classement général
    - 1re étape

  - 2e du championnat de République tchèque sur route
- 2010
  - Prologue du Dookola Mazowska

## Classements mondiaux
| Année           | 2005 | 2006 | 2007 | 2008 | 2009 | 2010 |
| --------------- | ---- | ---- | ---- | ---- | ---- | ---- |
| UCI Europe Tour | 662e | 594e | 465e | 232e | 942e | 989e |